# マクラミシン
マクラミシン（maklamicin、マクラマイシン）は、トウアズキ属（Abrus）植物Abrus pulchellus pulchellus（タイ語:  Maklam phueak）の根中に見いだされる内生菌Micromonospora sp. GMKU326株から単離されたスピロテトロン酸ポリケチド天然物である。グラム陽性菌株のMicrococcus luteus、枯草菌（Bacillus subtilis）、Bacillius cereus、黄色ブドウ球菌（Staphylococcus aureus）、Enterococcus faecalisに対して抗生物質活性を示す。